# ヴィルヘルム・ジュース
ヴィルヘルム・ジュース（独: Wilhelm Süss、1895年3月7日 - 1958年5月21日
）は、ドイツの数学者。オーバーヴォルファッハ数学研究所を創立した。

## 経歴
ドイツ帝国のフランクフルト・アム・マインに生まれた。
1922年、ゲーテ大学にてルートヴィヒ・ビーベルバッハの指導の下、Ph.D.を取得した。1928年にグライフスヴァルト大学で講師職を得て、その後の1934年にフライブルク大学で教授となった。
ジュースはナチ党及び、国家社会主義ドイツ大学教員同盟に加入していた。自動的に突撃隊に登録されることを回避するために鉄兜団に参加したが、最終的に鉄兜団員は突撃隊の隊員に加えられた。ジュースがナチスにどの程度関与していたかは歴史家の中でも議論の的となっている。
1936年から1940年まで雑誌 Deutsche Mathematik の編集を務めていた。